# Oneindig product
In de wiskunde wordt voor een rij van getallen {\displaystyle a_{1},a_{2},a_{3},\ldots } het oneindig product
{\displaystyle \prod _{k=1}^{\infty }a_{k}=a_{1}\cdot a_{2}\cdot a_{3}\cdot \ldots }
gedefinieerd als de limiet van de rij van de partiële producten 
{\displaystyle \prod _{k=1}^{n}a_{k}=a_{1}\cdot a_{2}\cdot \ldots \cdot a_{n}}
als {\displaystyle n} onbegrensd toeneemt. Van het product zegt men dat dit convergeert, wanneer de limiet bestaat en ongelijk is aan nul. Anders zegt men dat het product divergeert. De waarde nul wordt speciaal behandeld om resultaten te verkrijgen die analoog zijn aan die voor oneindige sommen. Als het product convergeert, moet de limiet van de rij {\displaystyle (a_{n})} gelijk zijn 1. Omgekeerd  is het in het algemeen niet waar dat als de rij convergeert naar 1, ook het oneindige product convergeert.
Een scherper criterium maakt gebruik van de logaritme. Als {\displaystyle \log a_{n}} gedefinieerd is voor alle {\displaystyle n,} geldt 
{\displaystyle \log \prod _{n=1}^{\infty }a_{n}=\sum _{n=1}^{\infty }\log a_{n}}
met het product aan de linkerzijde dan en slechts dan convergerend als de som aan de rechterzijde convergeert. Dit laat de vertaling toe van convergentiecriteria voor oneindige sommen naar convergentiecriteria voor oneindige producten.
Bijvoorbeeld voor producten waarin elke {\displaystyle a_{n}\geq 1}, kan worden geschreven als {\displaystyle a_{n}=1+p_{n}}, met {\displaystyle p_{n}\geq 0}, laten de grenzen
{\displaystyle 1+\sum _{n=1}^{N}p_{n}\leq \prod _{n=1}^{N}(1+p_{n})\leq \exp \left(\sum _{n=1}^{N}p_{n}\right)}
zien dat het oneindige product precies convergeert als de oneindige som van de {\displaystyle p_{n}} convergeert.
De bekendste voorbeelden van oneindige producten zijn waarschijnlijk enkele van de formules voor {\displaystyle \pi }, zoals de onderstaande twee producten, respectievelijk door François Viète en John Wallis (Wallis-product):
{\displaystyle {\frac {2}{\pi }}={\frac {\sqrt {2}}{2}}\cdot {\frac {\sqrt {2+{\sqrt {2}}}}{2}}\cdot {\frac {\sqrt {2+{\sqrt {2+{\sqrt {2}}}}}}{2}}\ldots }
{\displaystyle {\frac {\pi }{2}}={\frac {2}{1}}\cdot {\frac {2}{3}}\cdot {\frac {4}{3}}\cdot {\frac {4}{5}}\cdot {\frac {6}{5}}\cdot {\frac {6}{7}}\cdot {\frac {8}{7}}\cdot {\frac {8}{9}}\ldots =\prod _{n=1}^{\infty }\left({\frac {4\cdot n^{2}}{4\cdot n^{2}-1}}\right)}